# Пятнистый чирок
Пятнистый чирок (лат. Spatula hottentota) — вид птиц из семейства утиных (Anatidae).

## Распространение

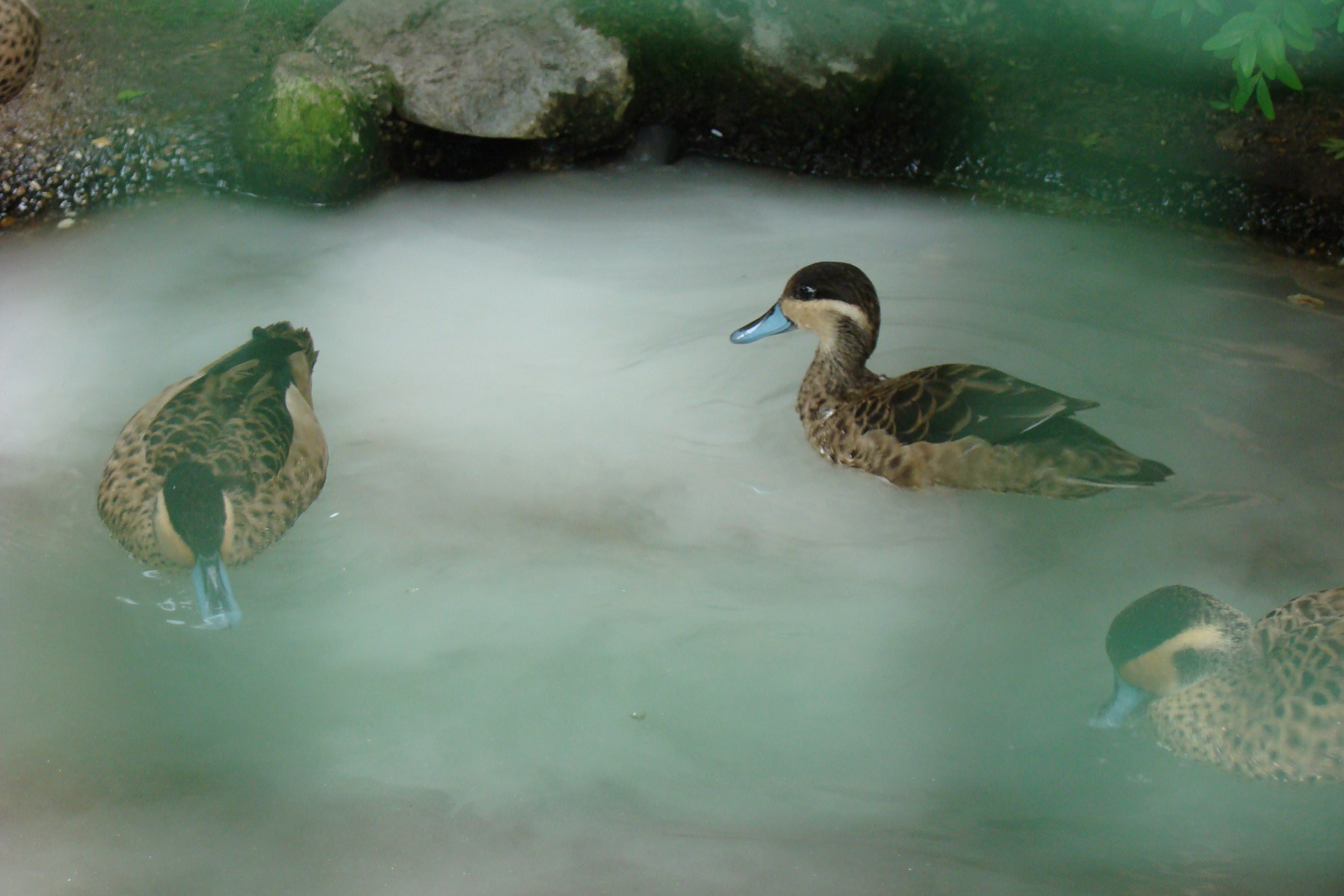
Пятнистый чирок

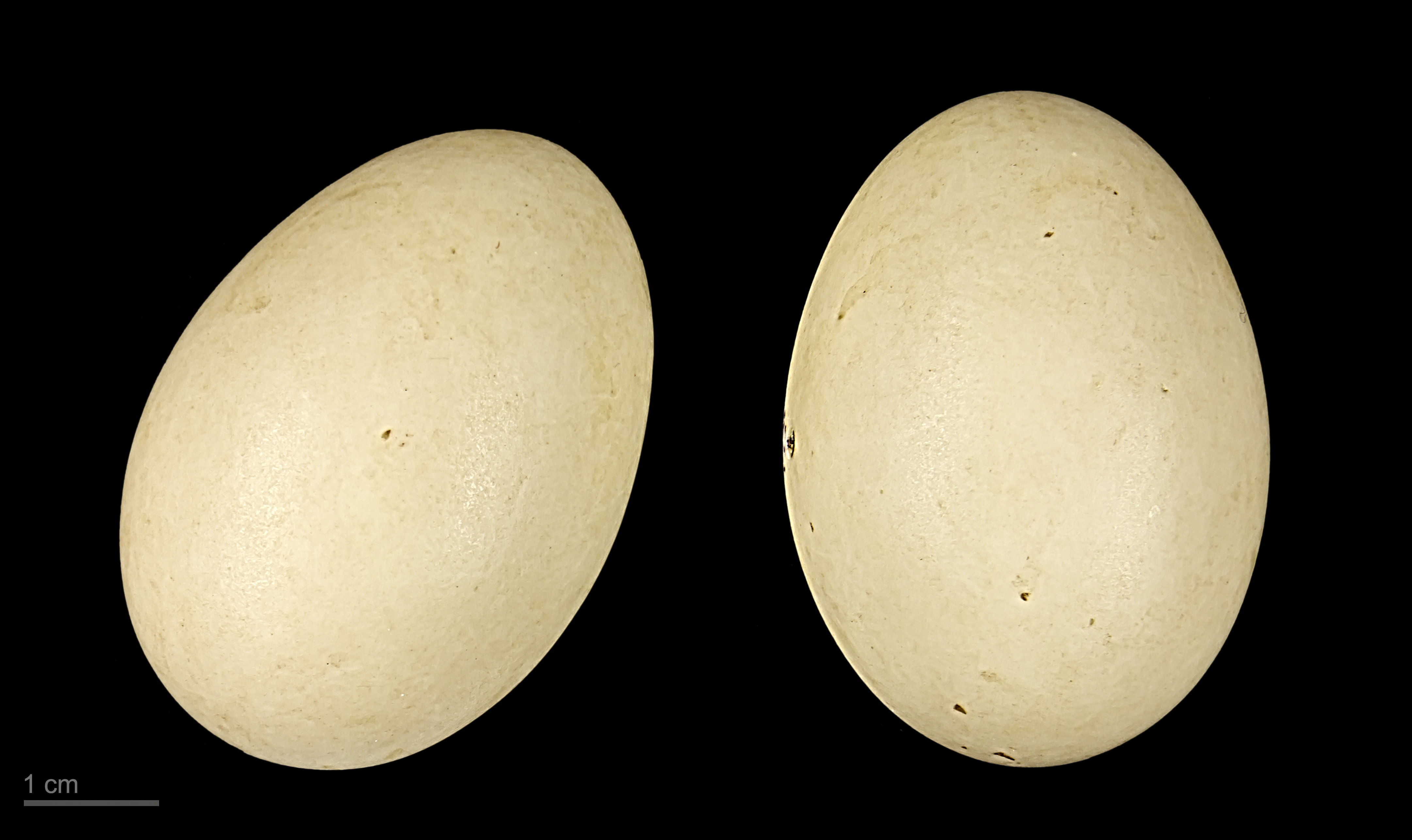
Яйцо Spatula hottentota — Тулузский музеум

Он постоянный мигрирующий житель Восточной и Южной Африки от Судана и Эфиопии на запад до Нигера и Нигерии и на юг до ЮАР и Намибии. В Западной Африке и на Мадагаскаре он ведет сидячий образ жизни. Возможно, наиболее характерной чертой является сплюснутый голубой клюв.
Подвидов не образует.

## Питание
Этот вид всеяден и предпочитает небольшие отмели.

## Размножение
Пятнистые чирки высиживают птенцов круглый год, в зависимости от количества осадков, пребывая в небольших группах или парами. Они строят гнезда вблизи воды в пнях деревьев, используя растения.